# Tỷ lệ tăng trưởng hàng năm kép
Tốc độ tăng trưởng hằng năm kép (thuật ngữ tiếng Anh: Compounded Annual Growth rate, viết tắt CAGR) là một thuật ngữ kinh doanh và đầu tư cụ thể cho thu nhập đầu tư thường niên hóa trơn tru trong một thời kỳ nhất định. CAGR không phải là một thuật ngữ kế toán, nhưng vẫn được sử dụng rộng rãi, đặc biệt trong các ngành công nghiệp tăng trưởng hoặc để so sánh tốc độ tăng trưởng của hai khoản đầu tư bởi vì CAGR là làm suy giảm ảnh hưởng của biến động của các hoàn vốn định kỳ có thể làm cho các ý nghĩa số học là không thích hợp. CAGR thường được sử dụng để mô tả sự tăng trưởng qua một thời kỳ của một số yếu tố kinh doanh, ví dụ như doanh thu, đơn vị cung cấp, người sử dụng đã đăng ký, vv.

## Công thức
{\displaystyle \mathrm {CAGR} (t_{0},t_{n})=\left({V(t_{n})/V(t_{0})}\right)^{\frac {1}{t_{n}-t_{0}}}-1}
- {\displaystyle V(t_{0})}: giá trị đầu kỳ, {\displaystyle V(t_{n})}: giá trị cuối kỳ, {\displaystyle t_{n}-t_{0}}: số năm.
- Giá trị thực hoặc giá trị được chuẩn hóa có thể được dùng trong tính toán, miễn sao chúng giữ nguyên tỷ lệ.
- Bản chất CAGR là tỷ lệ lãi suất (r) trong Công thức liên hệ giữa Giá trị tương lai (FV) và Giá trị hiện tại (PV) sau (n) kỳ theo định nghĩa lãi kép. [2]

{\displaystyle FV=PV(1+r)^{n}}
Tương tự
{\displaystyle V_{t_{n}}=V_{t_{0}}(1+CAGR)^{t_{n}-t_{0}}}